# Алексеев, Алексей Иванович
Алексе́й Ива́нович Алексе́ев (1911 — ?) — советский партийный деятель, первый секретарь Ленинградского горкома ВКП(б)-КПСС (1952—1953).

## Биография
- 1946—1949 гг. — главный инженер, партийный организатор Государственного союзного проектного института № 11 I-го главного управления при Совете Министров СССР, был участником ядерного проекта СССР,
- 1949—1952 гг. — секретарь Ленинградского городского комитета ВКП(б),
- 1952—1953 гг. — первый секретарь Ленинградского городского комитета ВКП(б)-КПСС.

Член Центральной Ревизионной Комиссии КПСС (1952—1956).